# Candida tropicalis
Candida tropicalis es una levadura del género Candida, puede causar enfermedad en humanos (candidiasis), especialmente virulentas en pacientes inmunodeprimidos.  El género Candida incluye aproximadamente 150 especies identificadas, el principal patógeno es Candida albicans que causa alrededor del 50% del total de candidiasis, candida tropicalis es más infrecuente, originando alrededor del 15% del total de infecciones producidas por levaduras del género Candida. Esta especie se presenta sobre todo en países tropicales, pero su prevalencia tiende a aumentar en todo el mundo, puede ser resistente a algunos medicamentos utilizados habitualmente en el tratamiento de la candidiasis, como el fluconazol.